# Montañas Slieve Mish
Las montañas Slieve Mish (Sliabh Mis en irlandés) son una cordillera que se encuentra en el Condado de Kerry en Irlanda. Con vistas a la bahía de Tralee en el lado norte y Bahía de Dingle, en el sur, se extienden por aproximadamente 19 km de este a oeste. Es un sitio considerado como un «Área Especial de Conservación» por el gobierno irlandés.
Van desde el continente al sur de Tralee a lo largo del centro del cuello de la península de Dingle, antes de terminar en una serie de colinas bajas y valles profundos que los separan de las montañas del centro de la península de Dingle más al oeste. La cordillera es relativamente estrecha, se extiende sólo a unos 7 kilómetros de norte a sur. Las montañas forman una cresta alta de piedra arenisca que fue profundamente excavada por los glaciares de la última edad de hielo, dejando tras de valles en forma de U y los lagos.
Decenas de picos se encuentran aquí, sólo unos pocos de ellos, llamados: Montaña Glanbrack, con 664 metros; Baurtregaum (Barr Trí gCom), con 851 metros de altura y que es el pico más alto; Gearhane (An Géarán), con 792 metros; Caherconree (Cathair Conraoi), 835 metros de altitud.

## Flora y fauna
El hábitat dominante en Slieve Mish es el páramo. Dentro de la parte de páramo húmedo, páramo seco y pastizales ácidos pueden ser encontrados en las laderas bajas de las montañas. Mientras que los páramos secos tienden a dominar las laderas superiores más pronunciadas.
Las especies típicas del páramo húmedo incluyen: Molinia caerulea, Erica tetralix (breso de turbera), Eriophorum angustifolium (hierba algodonera), Scirpus cespitosus. El páramo seco está dominado por: Calluna vulgaris; con pastos, como por ejemplo Agrostis capillaris, Agrostis canina o Festuca ovina (barcea); y musgos en general. Algunos brezos alpinos están en las más altas cordilleras, es una serie de especies localmente escasas que incluyen: Salix herbacea (sauce enano), Carex bigelowii, Armeria maritima (calvelina de mar) y Empetrum nigrum (baya de cuervo).
El sitio incluye una pequeña zona de bosque seco caducifolio, con especies como Quercus petraea (roble albar), Fraxinus excelsior (fresno común) y Ilex aquifolium (acebo).
Incluye también una población de Halcón Peregrino y cuervo, que son conocidos por alimentarse en la zona.

## Mitología
Scota, una rigbean (mujer noble) egipcia, quién era hija del faraón, luchó en la Batalla de Slieve Mish contra los Tuatha de Dannan durante la invasión de los milesios, el pueblo gaélico que se asentaría finalmente en Irlanda, tras la muerte de Ith. Ella fallecería en Slieve Mish tras combatir tres días y tres noches. Existe un pilar inscrito en ogham en las mismas montañas, ahora llamado «Scota's Glen» (en español Cañada de Scota, en irlandés Glen Scuhene) para conmemorar a la guerrera.